# Беркофф, Жереми
Жереми Беркофф (фр. Jérémy Bercoff; род. 21 августа 1977, Париж, Франция) – французский физик и изобретатель. Под научным руководством Матьяса Финка защитил диссертацию по физике в Высшей школе промышленной физики и химии Парижа. На базе его трудов в области количественной эластографии была создана международная компания SuperSonic Imagine (СуперСоник Имаджин), специализирующаяся в сфере медицинской визуализации. Главное управление компании находится в Экс-ан-Прованс, Франция. Жереми Беркофф является одним из основателей компании и директором её отдела по ультразвуку.

## Вклад в науку

### Количественная эластография
Совместно с Матьясом Финком разработал метод высокоскоростного ультразвукового исследования, производящий 5000 изображений в секунду в отличие от максимума традиционного УЗИ в 50 изображений в секунду. Этот метод количественной эластографии позволяет произвести абсолютное (в кПа) измерение ультразвуком эластичности биологической ткани и, следовательно, получить диагностические показания, указывающие на доброкачественность или злокачественность изменений в тканях с риском (например, при скрининге молочной железы или простаты).

## Публикации
Научные публикации. Дата обращения: 17 октября 2013. Архивировано 24 октября 2013 года. на Google Scholar